# Liste der Botschafter der Vereinigten Staaten in der Demokratischen Republik Kongo
Der Botschafter der Vereinigten Staaten von Amerika in der Demokratischen Republik Kongo ist der bevollmächtigte Botschafter der Vereinigten Staaten von Amerika in der Demokratischen Republik Kongo.

## Botschafter
| Amtszeit  | Name                        | Bemerkungen                   |
| --------- | --------------------------- | ----------------------------- |
| 1960      | John Doren Tomlinson        | Chargé d’Affaires ad interim  |
| 1960–1961 | Clare Hayes Timberlake      |                               |
| 1961–1964 | Edmund Asbury Gullion       |                               |
| 1964–1966 | George McMurtrie Godley II  |                               |
| 1967–1969 | Robert Henry McBride        |                               |
| 1969–1974 | Sheldon Baird Vance         |                               |
| 1974–1975 | Deane Roesch Hinton         | Zur persona non grata erklärt |
| 1975–1979 | Walter Leon Cutler          |                               |
| 1979–1982 | Robert Bigger Oakley        |                               |
| 1982–1984 | Peter Dalton Constable      |                               |
| 1984–1987 | Brandon Hambright Grove Jr. |                               |
| 1988–1991 | William Caldwell Harrop     |                               |
| 1991–1992 | Melissa Foelsch Wells       |                               |
| 1992–1995 | John Melvin Yates           | Chargé d’Affaires ad interim  |
| 1995–1998 | Daniel Howard Simpson       |                               |
| 1998–2001 | William Lacy Swing          |                               |
| 2001–2004 | Aubrey Hooks                |                               |
| 2004–2007 | Roger A. Meece              |                               |
| 2007–2010 | William J. Garvelink        |                               |
| 2010–2013 | James F. Entwistle          |                               |
| 2013–2016 | James Christopher Swan      |                               |
| 2017–2018 | Jennifer Haskell            | Chargé d’Affaires ad interim  |
| 2018–2022 | Michael A. Hammer           |                               |
| 2022–     | Stephanie Miley             | Chargé d’Affaires ad interim  |